# Santa Clara de Avedillo
Santa Clara de Avedillo ist ein Ort und eine nordspanische Gemeinde (municipio) mit 159 Einwohnern (Stand: 2024) in der Provinz Zamora in der Autonomen Gemeinschaft Kastilien-León. Der Ort befand sich an oder nahe der antiken Handelsstraße Via de la Plata, die nunmehr eine von Süden (Sevilla, Mérida, Cáceres, Salamanca) kommende und bei León oder Astorga in die Hauptstrecke einmündende Nebenstrecke des Jakobswegs bildet.

## Lage und Klima
Der Ort Santa Clara de Avedillo liegt auf der kastilischen Hochebene (meseta) im Süden der Provinz Zamora in einer Höhe von ca. 780 bis 800 m. Die am Río Duero gelegene Provinzhauptstadt Zamora ist gut 23 km (Fahrtstrecke) in nördlicher Richtung entfernt. Das Klima ist gemäßigt bis warm; Regen (ca. 380 mm/Jahr) fällt hauptsächlich im Winterhalbjahr.

## Bevölkerungsentwicklung
| Jahr      | 1857 | 1900 | 1950 | 2000 | 2020 |
| Einwohner | 819  | 834  | 597  | 261  | 158  |

Der deutliche Bevölkerungsrückgang seit den 1950er Jahren ist im Wesentlichen auf die Mechanisierung der Landwirtschaft sowie auf die Aufgabe bäuerlicher Kleinbetriebe („Höfesterben“) und den damit einhergehenden Verlust von Arbeitsplätzen zurückzuführen.

## Wirtschaft
Die Landwirtschaft (vor allem Viehzucht, Wein- und Gemüseanbau) spielt traditionell die größte Rolle im Wirtschaftsleben der Gemeinde. Daneben fungierte der Ort bereits im Mittelalter als Handels-, Handwerks- und Dienstleistungszentrum für die Dörfer und Weiler in der Region. Einnahmen aus dem Tourismus in Form der Vermietung von Ferienwohnungen (casas rurales) sind in den letzten Jahrzehnten hinzugekommen.

## Geschichte
Keltische, römische, westgotische und selbst maurische Spuren wurden bislang nicht entdeckt. Das Gebiet um Santa Clara de Avedillo wurde gegen Ende des 11. Jahrhunderts aus den Händen der Mauren zurückerobert (reconquista) und hauptsächlich von Juden besiedelt. Nach deren Vertreibung schuf Philipp IV. von Spanien im Jahr 1628 für Francisco de Andía Irarrazábal y Zárate die Vizegrafschaft (vizcondado) von Santa Clara de Avedillo.

## Sehenswürdigkeiten

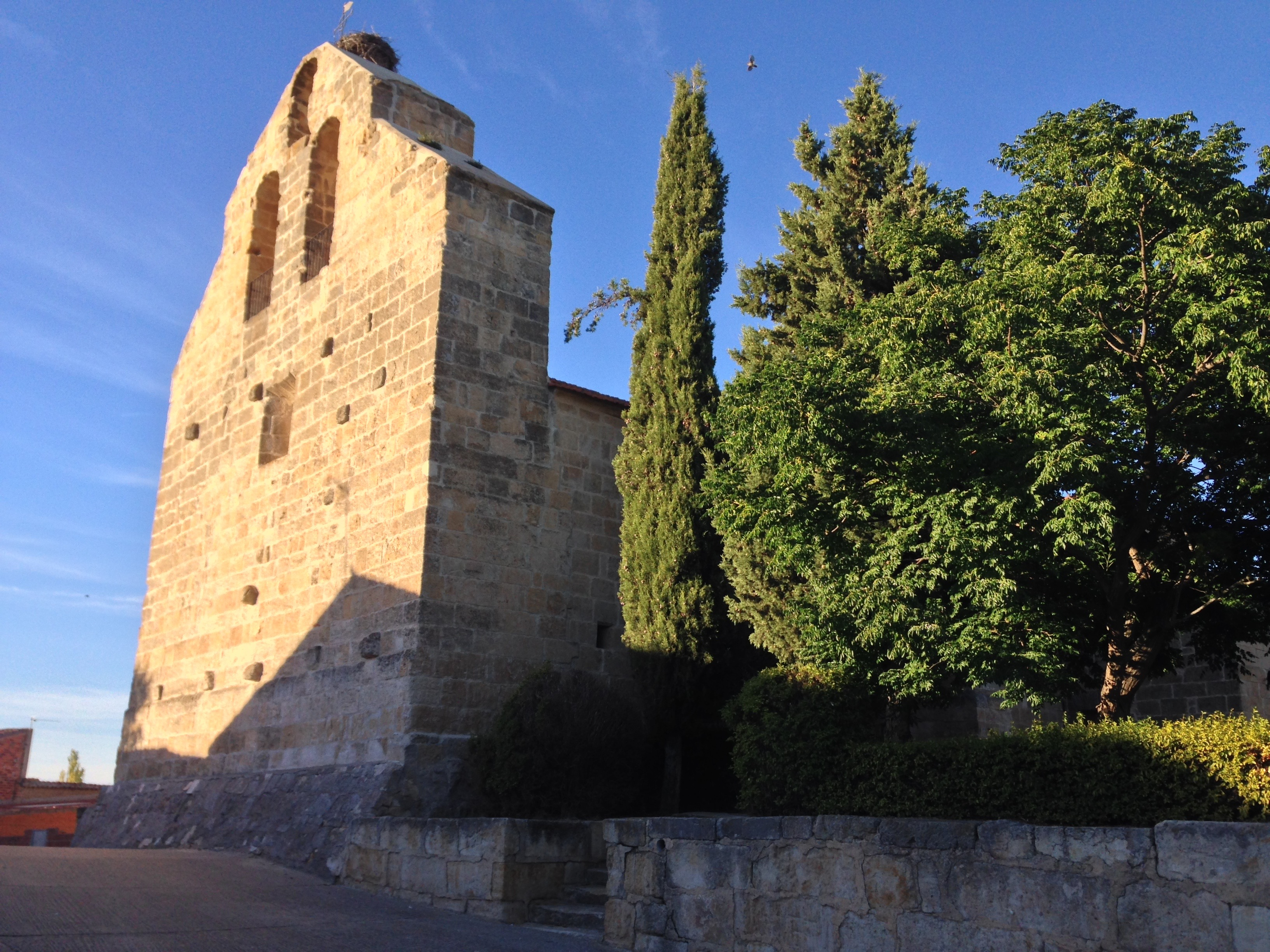
Iglesia de Nuestra Señora de la Asunción

- Die der Himmelfahrt Mariens geweihte Iglesia de Nuestra Señora de la Asunción hat eine monumentale und beinahe abweisende Fassade aus exakt behauenen Steinen, die in einem völlig schmucklosen Glockengiebel (espadaña) endet. Das mit Zackenmotiven verzierte romanische Portal befindet sich auf der Südseite; das Innere der Kirche ist einschiffig. Zur Ausstattung der Kirche gehören ein lebensgroßer Kruzifixus aus der Zeit um 1300, vier Tafelbilder mit Szenen aus dem Leben Christi sowie mehrere Skulpturen, die in der Sakristei aufbewahrt werden.[4]
- Am Ortsrand befindet sich ein aus exakt behauenen Werksteinen gemauertes Brunnenhäuschen.

Umgebung
- Ca. 1 km südwestlich des Ortes steht die zu Beginn des 20. Jahrhunderts erbaute Kapelle der Ermita del Santo Cristo del Humilladero.